# Steven Wriedt

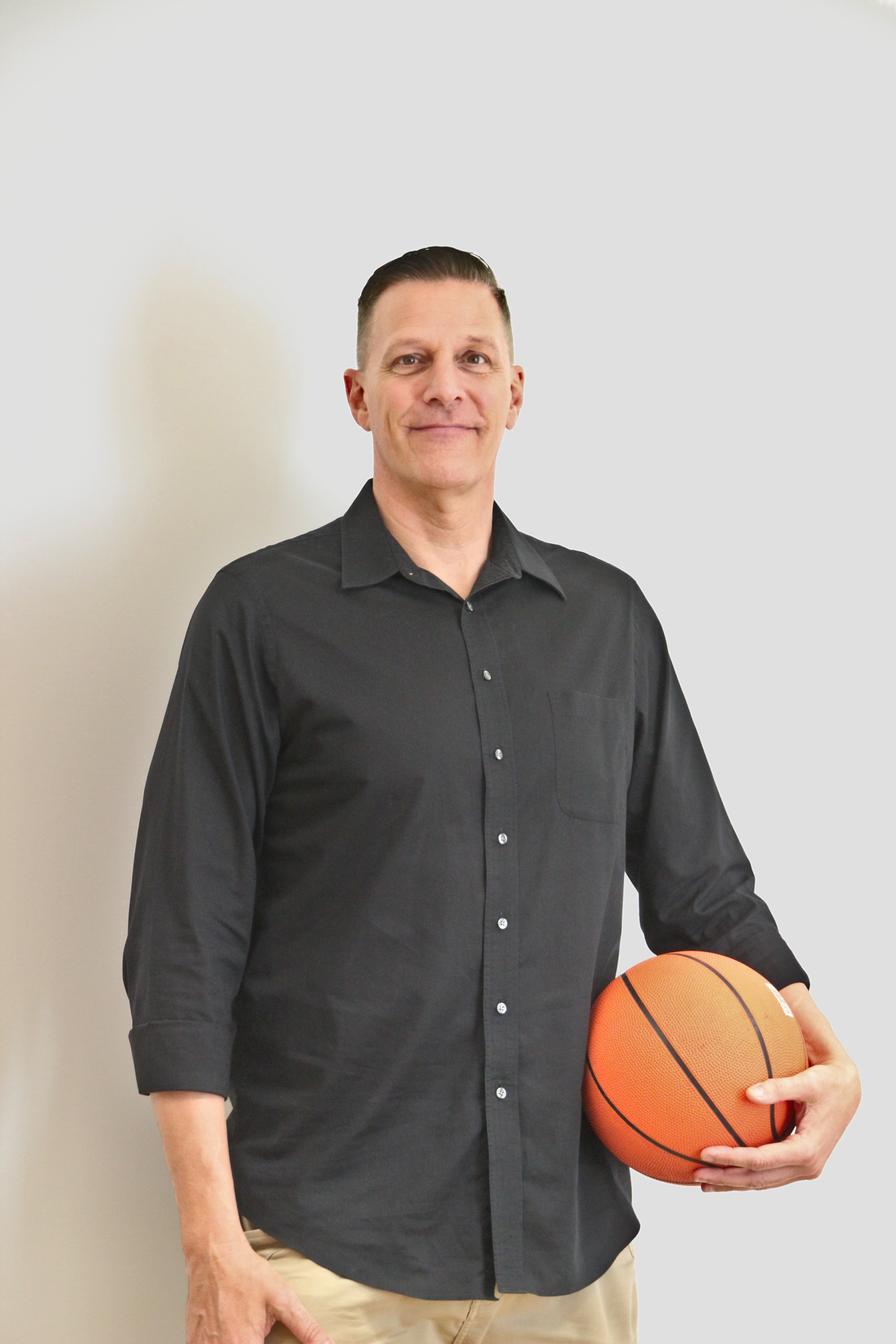
Steven Wriedt (2022)

Steven Tyson Wriedt (* 29. Dezember 1970 in Orange (New Jersey)) ist ein US-amerikanisch-deutscher ehemaliger Basketballtrainer und  -spieler.

## Spielerlaufbahn
Wriedt spielte in seinem Geburtsland USA in der Saison 1988/89 für die La Salle University und von 1990 bis 1993 an der Monmouth University: Mit 166 geblockten Würfen stand der 2,10 Meter große Innenspieler in der ewigen Bestenliste der Hochschulmannschaft auf dem zweiten Rang, als er Monmouth verließ.
1993 begann er seine Profilaufbahn bei Brandt Hagen in der deutschen Basketball-Bundesliga, 1994 gewann er mit der Mannschaft den DBB-Pokal. Von 1996 bis zum Rückzug der Mannschaft im Frühjahr 1998 stand Wriedt bei den Ruhr Devils unter Vertrag. Die Saison 1998/99 verbrachte er in Portugal, wo er den Ginásio Clube Figueirense verstärkte. Von 1999 bis 2001 war er abermals bei Brandt Hagen aktiv, gefolgt von zwei Jahren beim TuS Iserlohn in der Regionalliga beziehungsweise in der Saison 2002/03 in der 2. Basketball-Bundesliga. Zwei Bandscheibenvorfälle zwangen ihn zum Karriereende. Als Altherrenspieler gewann er 2010 mit dem VFK Hagen die deutsche Ü35-Meisterschaft.

## Trainerlaufbahn

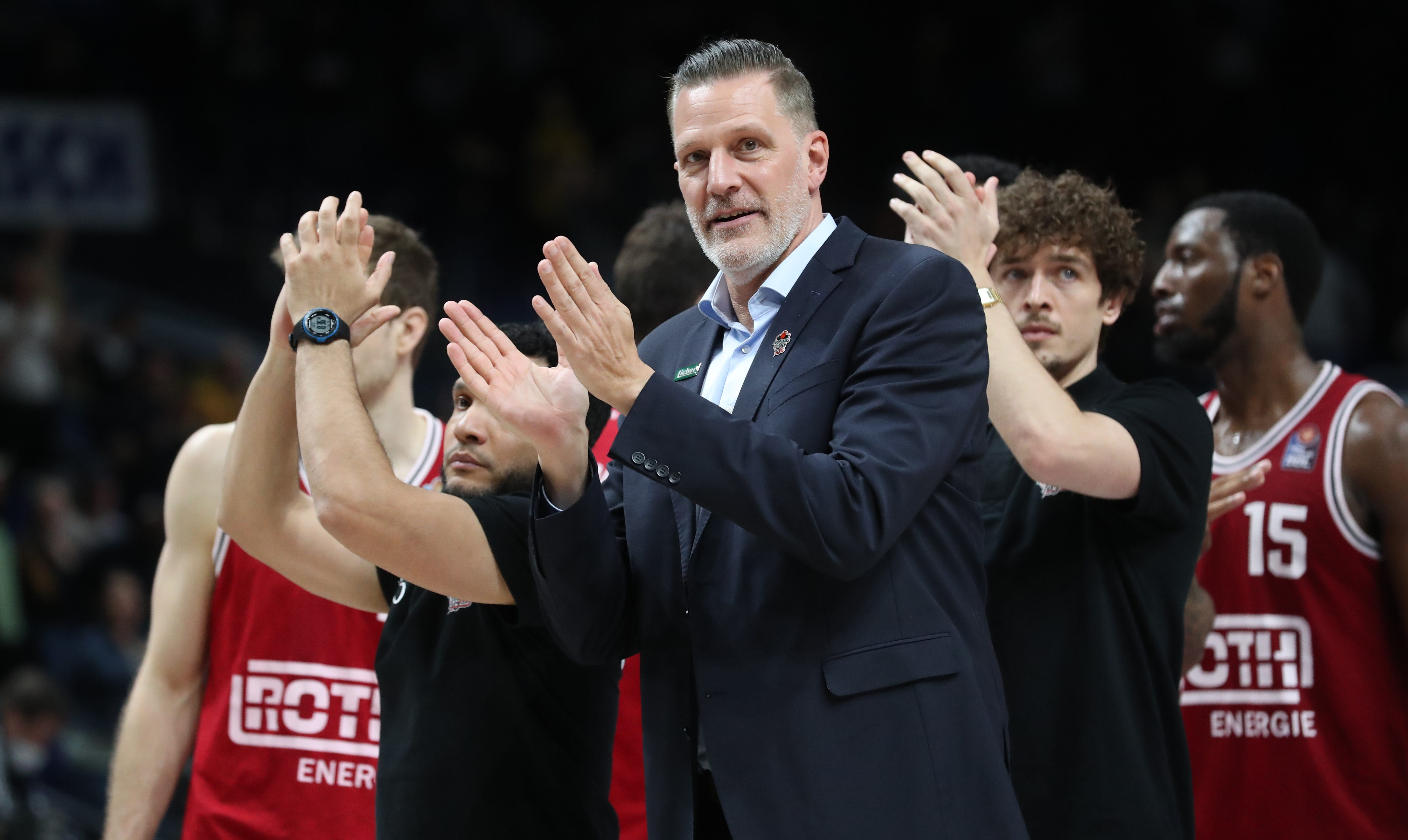
Wriedt mit den Gießen 46ers (2022)

Im Frühjahr 2004 wurde er Iserlohner Cheftrainer in der 2. Bundesliga, im November 2005 kam es zur Trennung. Anschließend war er Cheftrainer der BG Hagen und stieg mit der Mannschaft in die erste Regionalliga auf.
Ab 2006 war Wriedt Assistenztrainer bei Phoenix Hagen: Bis 2009 in der 2. Bundesliga ProA, nach dem Aufstieg dann in der Bundesliga. Seit 2007 arbeitete er mit Cheftrainer Ingo Freyer zusammen. Im Dezember 2016 endete Wriedts Amtszeit, als Phoenix die Bundesliga-Lizenz entzogen wurde.
Zur Saison 2017/18 wechselte Wriedt als Assistenztrainer zum Bundesligisten Gießen 46ers, wo er wiederum ein Trainergespann mit Freyer bildete. Nach Freyers Entlassung im Dezember 2020 blieb Wriedt im Amt und war als Assistenztrainer bis Sommer 2022 für Gießen tätig. Er verlegte sich beruflich zunächst auf eine Tätigkeit außerhalb des Basketballsports. Wriedt wurde dann für ein Unternehmen tätig, das Basketballspieler berät und vertritt.